# Міністерство закордонних справ Польщі
Міністерство закордонних справ (пол. Ministerstwo Spraw Zagranicznych) — міністерство в уряді Польщі. Відповідає за підтримання міжнародних відносин Польщі та координацію своєї участі в міжнародних та регіональних наднаціональних політичних організаціях, таких як ЄС та ООН. Воно вважається одним з найважливіших державних відомств. Глава міністерства є повним державним секретарем, отже, має місце в Раді міністрів.

## Компетенції та обов'язки міністерства
Несе відповідальність, в першу чергу, за підтримку хороших, дружніх відносин між Польською Республікою та іншими державами. При цьому воно зобов'язане діяти, в першу чергу, як представник польського народу. З цією метою всі польські дипломатичні місії у всьому світі знаходяться в підпорядкуванні Міністерства закордонних справ. Посли, хоча й отримують свої повноваження від президента Польщі, є співробітниками міністерства закордонних справ та рекомендовані президенту для своїх посад міністром закордонних справ.
Міністерство вважається одним з найважливіших в Польщі, міністр закордонних справ займає місце в рейтингу серед найвпливовіших людей у польській політиці. Ця посада, зазвичай, зарезервована для досвідчених, професійних політиків, і, зазвичай, вимагає великого такту та інтелекту.

## Відділи
- Департамент Африки та Близького Сходу[1]
- Департамент Америки
- Департамент Азії та Тихоокеанського регіону
- Департамент Комітету у європейських справах
- Департамент Європейської політики